# Asociación Guías Scout del Uruguay
L'Asociación Guías Scout del Uruguay (AGSU, Associazione Guide Scouts  dell'Uruguay) è l'associazione nazionale del Guidismo in Uruguay. Questi conta 66 membri (nel 2003). Fondato nel 1924, l'organizzazione diventa membro associato del WAGGGS (World Association of Girl Guides and Girl Scouts) nel 1966.

## Branche
L'associazione è divisa in tre branche in rapporto all'età:
- Brownies - dai 7 agli 11 anni
- Girl Scouts - dagli 11 ai 15 anni
- Rangers - dai 15 ai 19 anni